# Jacobo Twinger de Koenigshoffen

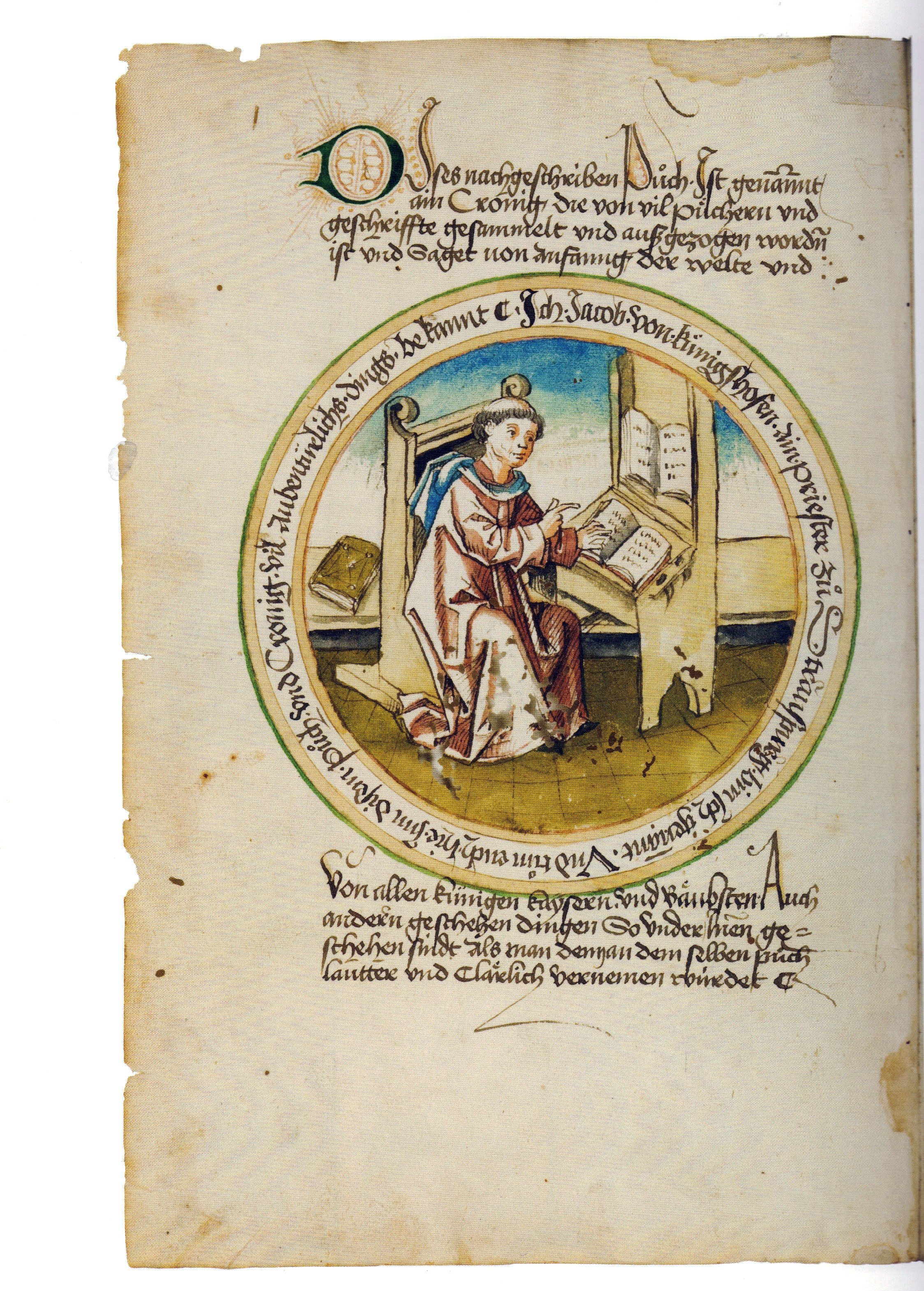
Retrato (hacia 1477.)

Jacobo Twinger de Königshoffen (Königshoffen, cerca de Estrasburgo, 1346 - Estrasburgo, 27 de diciembre de 1420) fue un cronista y erudito alemán.

## Biografía

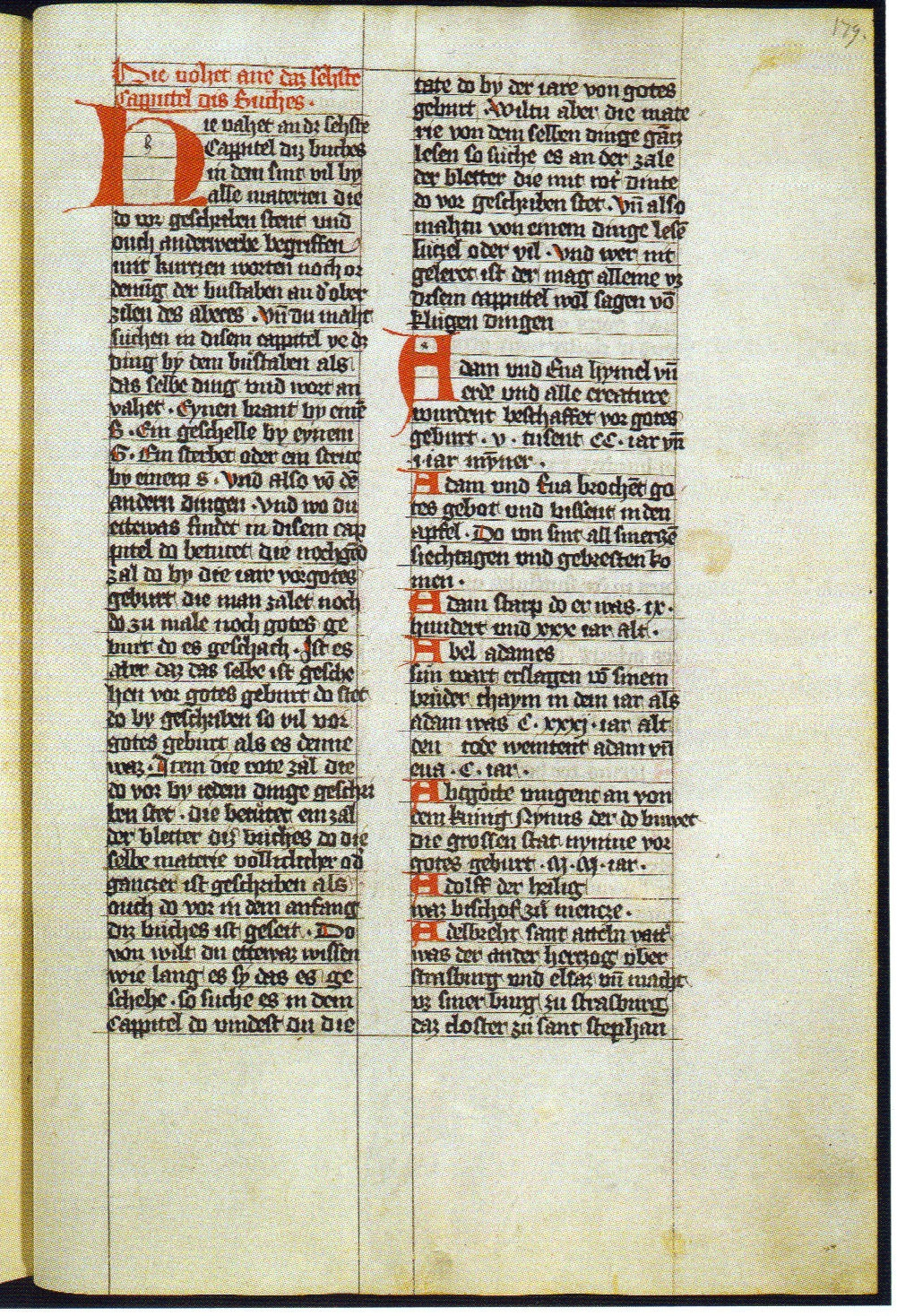
Página de la Crónica.

Hijo de una familia noble de Alsacia, llegó a ser rector de la iglesia de Drusenheim en 1386, más tarde presbítero del gran coro y notario apostólico e imperial; en 1395 lo eligieron apoderado de la Iglesia de Santo Tomás. Cuando aún no tenía funciones activas, compiló una crónica en latín de historia antigua y de emperadores y papas, valiéndose principalmente del Speculum Majus de Vincent de Beauvais y una crónica del dominico polaco Martin Streppus y algunas historias populares de Estrasburgo y Alsacia. A partir de 1382 empieza a traducir su obra al alemán. En sus funciones de gerente de Santo Tomás reorganizó archivos y en 1399 redactó un diccionario latín-alemán. 